# Nobuyuki Katsube
Pour les articles homonymes, voir Katsube.
Nobuyuki Katsube (勝部 演之, Katsube Nobuyuki), né le 23 mai 1938 à Tokyo (Japon), est un acteur japonais et comédien de doublage.

## Filmographie

### Film
- 1982 : Kyōdan : Miyashita
- 1984 :  Toruko Kōshinkyoku Yume no Shiro : Takao Kishida
- 2001 :  Oboreru sakana : Shibusawa
- 2002 :  2009: Lost Memories
- 2012 : Berserk : L'Âge d'or I - L'Œuf du roi : King of Midland (voix)
- 2012 :  009 Re:Cyborg : Professor Isaac Gilmore (voix)
- 2013 : Berserk : L'Âge d'or III - L'Avent : Midland King (voix)
- 2014 :  Kumiko, the Treasure Hunter : Sakagami[1]
- 2018 :  Yuzuriha

### Séries télévisées
- Taiga drama de la NHK : 
  - San Shimai (1967)
  - Ryōma ga Yuku (1968) (Tōdō Heisuke)
  - Ten to Chi to (1969)
  - Katsu Kaishū (1974)
  - Genroku Taiheiki (1975) (Matsumae Yoshihiro)
  - Kachine (1977)
  - Ogon no Hibi (1978) (Kuroda Kanbei)
  - Tōge no Gunzō (1982) (Okado Shigetomo)
  - Tokugawa Ieyasu (1983) (Hayashi Hidesada)
  - Haruno Hato (1985)
  - Dokuganryū Masamune (1987) (Gotō Matabei)
  - Homura Tatsu (1993) (Adachi Morinaga)
  - Tokugawa Yoshinobu (1998) (Kawaji Toshiakira)
- Ultra Q (1966) (pêcheur)
- Daichūshingura (1971)
- Taiyō ni Hoero! (1972–1983)
- Ōedo Sōsamō (1975–1981)
- G-Men '75 (1976)
- Mito Komon (1976–1991)
- Sanbiki à Kiru! (1988)
- Dr Kotô (2003)

### Doublage
- Douze Hommes en colère (2003 NHK edition) (Juror #3 (George C. Scott))
- 300 : La Naissance d'un empire (Darius I (Igal Naor))[2]
- 42 (Branch Rickey (Harrison Ford))[3]
- Les 4400 (Senator Rolan Lenhoff (Kevin Tighe))
- Alias (Jack Bristow (Victor Garber))
- Bad Lieutenant : Escale à La Nouvelle-Orléans (Pat McDonagh (Tom Bower))
- The Big Lebowski (VHS edition) (The Stranger (Sam Elliott))
- The Big Lebowski (DVD/Blu-ray editions) (Jackie Treehorn (Ben Gazzara))
- Super Jaimie (Oscar Goldman (Richard Anderson))
- Viens avec moi (Lester (Anthony Hopkins))[4]
- Sans plus attendre (Edward Cole (Jack Nicholson))[5]
- Bullitt (1977 TV Asahi edition) (Delgetti (Don Gordon))[6]
- De l'ombre à la lumière (James Johnston (Bruce McGill))[7]
- Un prince à New York 2 (King Jaffe Joffer (James Earl Jones))[8]
- Delivery Man (Mikolaj Wozniak (Andrzej Blumenfeld))[9]
- Où sont passés les Morgan ? (Clay Wheeler (Sam Elliott))
- L'Incroyable Histoire de Winter le dauphin (Reed Haskett (Kris Kristofferson))[10]
- Dune (Baron Vladimir Harkonnen (Stellan Skarsgård))[11]
- Dune (Baron Vladimir Harkonnen (Stellan Skarsgård))[12]
- Edge of Tomorrow (General Brigham (Brendan Gleeson))[13]
- Elizabeth (Francis Walsingham (Geoffrey Rush))[14]
- Elizabeth : L'Âge d'or (Francis Walsingham (Geoffrey Rush))[15]
- Enemy of the State (Edward "Brill" Lyle (Gene Hackman))
- Goal! (Erik Dornhelm (Marcel Iureș))[16]
- Gatsby le Magnifique (Meyer Wolfshiem (Amitabh Bachchan))
- Hannibal (2003 TV Asahi edition) (Chief Inspector Rinaldo Pazzi) (Giancarlo Giannini))
- Les Huit Salopards (General Sanford "Sandy" Smithers (Bruce Dern))
- The Jacket (Dr. Thomas Becker (Kris Kristofferson))[17]
- John Wick: Chapter 2 (Julius (Franco Nero))[18]
- Adorables Ennemies (Edward (Philip Baker Hall))[19]
- Lifeforce, l'Étoile du mal (2005 TV Asahi edition) (Dr. Hans Fallada (Frank Finlay))[20]
- Lucky Number Slevin (The Boss (Morgan Freeman))[21]
- L'Or de MacKenna (TV Asahi edition) (John Colorado (Omar Sharif))
- Maléfique (King Henry (Kenneth Cranham))
- Nebraska (Woodrow T. Grant (Bruce Dern))[22]
- The Notebook (Old Noah Calhoun (James Garner))[23]
- Omamamia (de) (Lorenzo (Giancarlo Giannini))
- La Malédiction (Father Brennan (Pete Postlethwaite))
- Parker (Hurley (Nick Nolte))[24]
- Paul, Apôtre du Christ (Paul (James Faulkner))[25]
- Peter et Elliott le dragon (Mr. Meacham (Robert Redford))
- Pirates des Caraïbes : La Fontaine de Jouvence (Edward "Blackbeard" Teach (Ian McShane))[26]
- Rambo: First Blood Part II (1987 NTV edition) (Marshall Murdock (Charles Napier))
- Red 2 (Dr. Edward Bailey (Anthony Hopkins))[27]
- Rémi sans famille (Elder Rémi (Jacques Perrin))[28]
- Rooster Cogburn (Hawk (Richard Jordan))
- Ruby Sparks (Dr. Rosenthal (Elliott Gould))
- Seven (2001 TV Asahi edition) (Detective Lt. William Somerset (Morgan Freeman))
- Something's Gotta Give (Harry Sanborn (Jack Nicholson))
- Space Cowboys (Eugene "Gene" Davis (William Devane))
- Spider-Man (Ben Parker (Cliff Robertson))
- Spider-Man 2 (Ben Parker (Cliff Robertson))
- Spider-Man 3 (Ben Parker (Cliff Robertson))
- Starship Troopers (Lt. Jean Rasczak (Michael Ironside))
- Stiletto (Virgil Vadalos (Tom Berenger))
- The Surprise (Cornald Muller (Jan Decleir))[29]
- Touch (Professor Arthur Teller (Danny Glover))[30]
- The Tourist (Reginald Shaw (Steven Berkoff))[31]
- Transformers: Dark of the Moon (Sentinel Prime (Leonard Nimoy))[32]
- The Undoing (Franklin Reinhardt (Donald Sutherland))[33]
- Veronica Guerin (John Gilligan (Gerard McSorley))[34]
- Warrior (Paddy Conlon (Nick Nolte))[35]
- Watchmen (Will Reeves (Louis Gossett Jr.))[36]
- Zorro (1977 TV Asahi edition) (Colonel Huerta (Stanley Baker))

## Récompenses et distinctions
- (en) Nobuyuki Katsube: Awards, sur l'Internet Movie Database